# 김영훈 (1968년)
김영훈(金榮訓, 1968년 1월 5일~)은 대한민국의 민주노총 위원장 출신 정치인으로, 고용노동부 장관이다.

## 생애
1968년 부산 출생으로, 마산중앙고등학교를 졸업하고 동아대학교 축산학과에 입학하였다. 이후 철도기관사로 한국철도공사에 입사하였다. 2004년 철도노조 위원장으로 당선되었으며, 2010년부터 2012년까지 민주노총 위원장을 역임했다. 2017년부터 2020년까지 정의당 노동본부장을 지냈고, 제20대 대선에서 이재명 대통령 캠프에서 일했다.
제22대 총선에서 더불어민주연합의 비례대표 20번을 받았으나, 낙선하였다. 이재명 정부의 초대 고용노동부 장관으로 재임하였다.

## 학력
- 마산중앙고등학교 졸업
- 동아대학교 농과대학 축산학 학사
- 성공회대학교 NGO대학원 정치정책학 석사

## 경력
- 1992.6.~2025.6. 철도청·한국철도공사 기관사
- 2000. 전국철도노동조합 부산지부장
- 2001.6.~2003.12. 전국철도노동조합 교육국장
- 2004.3.~2007.2. 제20대 전국철도노동조합 위원장
- 2007.1. 초대 전국운수산업노동조합 위원장
- 2008.6.~2012.4. 중앙노동위원회 근로자위원
- 2010.1.~2012.11. 제9대 전국민주노동조합총연맹 위원장
- 2014.10.~2017.2. 제26대 전국철도노동조합 위원장
- 2017.4. ~ 2017.5. 제19대 대통령 선거 정의당 심상정 대통령 후보 선거대책위원회 공동위원장
- 2017.7.~2020.5. 정의당 노동본부장
- 2021.1.~2025.6. 부산지방노동위원회 공익위원
- 2021.8. 공정사회 구현을 위한 노동광장 공동대표
- 2021.12. ~ 2022.3. 제20대 대통령 선거 더불어민주당 이재명 대통령 후보 선거대책위원회 노동위원회 공동위원장
- 2025.4.~2025.6. 제21대 대통령 선거 더불어민주당 이재명 대통령 후보 선거대책위원회 노동본부장
- 2025.7.~ 제11대 고용노동부 장관

## 역대 선거 결과
|  | 9.67% |

|  | 26.69% |

## 소속 정당
| 소속 정당 | 소속 정당      | 소속 기간 | 비고      |
| --------- | -------------- | --------- | --------- |
|           | 정의당         | 2017~2020 | 정계 입문 |
|           | 무소속         | 2020~2024 | 탈당      |
|           | 더불어민주연합 | 2024      | 입당      |
|           | 더불어민주당   | 2024~현재 | 합당      |